# Глибоке горло (фільм)
«Глибоке горло» (англ. Deep Throat) — американський порнофільм 1972 року режисера та сценариста Джеральда Доміано (в титрах зазначений як «Джеррі Джерарж»). В головній ролі знялася Лінда Лавлейс (справжнє ім'я — Лінда Боримен).
Через численні сексуальні сцени картина отримала рейтинг «Х» Американської кіноасоціації.

## Сюжет
Головна героїня (Лінда Лавлейс) не в змозі отримати сексуальне задоволення. Фахівець (Гаррі Рімс), до якого вона звертається зі своїми проблемами, з'ясовує причину, яка полягає в тому, що її клітор знаходиться глибоко в горлі. Задоволена поставленим діагнозом, Лінда миттєво освоює специфічну техніку орального сексу, яку у фільмі іменують «глибоким горлом», і «відточує» її на різних партнерах, поки не знаходить собі найвідповіднішого з потрібним розміром члена.

## Ролі виконували
- Лінда Лавлейс — грає себе
- Гаррі Рімс — лікар Янг
- Доллі Шарп — Хелен
- Білл Харрісон — містер Мальц
- Вільям Лав — Уїлбург Вон
- Керол Коннорс — медсестра
- Боб Філліпс — містер Фенстер
- Тед Стріт — хлопчик-посильний
- Джек Байрон
- Джек Бирч — Майкл Пауерс
- Джеральд Доміано — останній чоловік (в титрах зазначений як «Ел Горк»)

## Саундтрек
Оригінальний саундтрек був випущений Trunk Records в 1972 році. Не дуже велика кількість копій існують і дотепер. Ціна їхнього продажу на ринку становить приблизно 300 $. На диску як інструментальні композиції, так і вокальні. Кожен другий трек є піснею з фільму (поміщені в лапки в списку нижче). Жоден виконавець не відомий. Заміксована і перероблена версія компакт-диска і вінілової платівки наразі випущена Light in the Attic Records.
1. Introducing Linda Lovelace
2. «Mind if I smoke while you're eating?»
3. Blowing' Bubbles
4. «A Lot of little tingles»
5. Love is Strange
6. «A nice joint like you…»
7. «You have no tickler!»
8. Deep Throat
9. «I wanna be your slave»
10. Nurse Lovelace
11. I'd Like To Teach You All To Screw (It's The Real Thing)
12. Nurse About the House
13. «I got Blue Cross»
14. Old Dr. Young
15. Masked Marvel

## Цікаві факти
- Гаррі Рімс, що виконав одну з головних ролей, був запрошений для роботи на знімальному майданчику за 200 $, але потім погодився знятися у фільмі, хоча це означало, що він отримає лише 100 $.
- Фільм встановив нові стандарти орального сексу. Після нього в багатьох підручниках з сексу з'явилися поради, що навчали техніки «глибокого горла».
- Чоловік Лінди, Чак Трейнор також був менеджером з випуску фільму. Один раз його пробували як актора, але він не зміг підтримувати ерекцію. Після того, як Лінда пішла від нього у 1974 році, він став зустрічатися з порнозіркою Мерилін Чамберс.
- Рейтинг фільму на сайті IMDb дорівнює 5,2.
- Перша серія першого сезону «Секретних матеріалів» називається «Глибоке горло».

## Сиквели
- 1974
- 1987 — «Глибоке горло — II» (англ. Deep Throat II) і всі подальші фільми знімалися іншими режисерами, з різними акторами, не зважаючи на назву, майже не пов'язані з «Глибоким горлом»
- 1989 — «Глибоке горло — III» (англ. Deep Throat 3), за участю Пітера Норса
- 1990 — «Глибоке горло — 4» (англ. Deep Throat 4), режисер Рон Джеремі
- 1991 — «Глибоке горло — 5» (англ. Deep Throat 5), режисер Рон Джеремі
- 1992 — «Глибоке горло — 6» (англ. Deep Throat 6), режисер Рон Джеремі

## Документалістика
Фільм 2005 року «У глибокому горлі» розповідає історію виробництва картини та досліджує її вплив на американську культуру. Також у ньому присутні недавні інтерв'ю з Даміано і Рімсом; у початковому епізоді Даміано визнає, що кіно було не дуже добрим.